# 司馬韜
司马韬（?—?），西晋宗室，司马懿三弟安平献王司马孚之孙，沛顺王司马子文（司马景）之子。
咸宁元年（275年）司马景去世，子司马韬袭封沛王（治所在今安徽省淮北市西北相山区）。陈頵弹劾审查沛王司马韬的案件，没有结果，解结取代杨准为刺史，司马韬通过河间王司马颙请求解结。解结至大会群僚，问主簿史凤：“沛王贵藩，州据何法擅自拘捕？”陈頵回答《甲午诏书》。司马韬之后司馬滋即位。
| 前任： 司马子文 | 晋朝沛王 276年－？ | 繼任： 司馬滋 |